# Salillas
Salillas (en aragonés Saliellas) es un municipio español de la provincia de Huesca perteneciente a la comarca Hoya de Huesca. Está situado a 21 km de distancia de Huesca y a 25 km por carretera, en la falda de una pequeña elevación junto al río Guatizalema, en la carretera A-1216. Las localidades de Sesa, Pertusa, Antillón, Huerto, Usón, Torres de Alcanadre son limítrofes con sus término municipal.

## Historia
La primera mención que se hace es en la concordia realizada entre enero y febrero de 1104, por el obispo de Huesca y el abad de Montearagón (Ubieto Arteta, Cartulario de Montearagón, n.º 38)

## Economía
Muchos se dedican a la tocinería, algunos tienen granjas de conejos y la mayoría trabaja como labriegos en sembradíos ya sea como dueños legítimos o bien como terceros.

## Administración y política
| Período   | Alcalde                         | Partido    |  |
| --------- | ------------------------------- | ---------- |  |
| 1979-1983 | Manuel Panzano Benedet          | UCD        |  |
| 1983-1987 |                                 |            |  |
| 1987-1991 |                                 |            |  |
| 1991-1995 |                                 |            |  |
| 1995-1999 |                                 |            |  |
| 1999-2003 |                                 |            |  |
| 2003-2007 | Pablo Alejandro Lecina Lacambra | PP         |  |
| 2007-2011 | Manuel Panzano Anagracia        | PP         |  |
| 2011-2015 | José Ramón Santolaria Val       | PP         |  |
| 2015-2019 | José Ramón Santolaria Val       | PP         |  |
| 2019-2023 | Pablo Lecina Lacambra           | Ciudadanos |  |

| Partido político    | Partido político                                   | 2003   | 2007   | 2011   | 2015   |
| Partido político    | Partido político                                   | Ediles | Ediles | Ediles | Ediles |
|                     | Partido Popular de Aragón (PP)                     | 3      | 3      | 4      | 4      |
|                     | Partido de los Socialistas de Aragón (PSOE-Aragón) | 2      | 2      | 1      | 1      |
|                     | Partido Aragonés (PAR)                             | —      | —      | —      | —      |
|                     | Chunta Aragonesista (CHA)                          | —      | —      | —      | —      |
| Total de concejales | Total de concejales                                | 5      | 5      | 5      | 5      |

## Demografía
Salillas cuenta con una población de 101 habitantes (INE 2024).
| Gráfica de evolución demográfica de Salillas entre 1842 y 2021                                                      |
| |
| Población de derecho según los censos de población del INE Población de hecho según los censos de población del INE |

## Monumentos

### Monumentos religiosos
- Iglesia parroquial dedicada a Santa Ana de estilo gótico
- Ermita consagrada a san Felipe Neri en 1717

### Monumentos civiles
- Pozo de nieve, a la entrada de la población, de origen morisco. Presenta una peculiar bóveda sustentada en arcos entrecruzados
- Palacio del señorío de Salillas, con portada renacentista.
- Molino de Burjamán (que en árabe significa "Torre del Perdón"). Construcción muy antigua a orillas del río Guatizalema, del que tomaba el agua mediante una acequia de unos tres kilómetros que nacía bajo la población de Salillas.

## Fiestas
- Día 26 de mayo en honor de San Felipe Neri.
- Día 26 de julio en honor de Santa Ana.

## Alojamientos
- Vivienda de Turismo Rural: Casa Mairal